# Ernst Fischer (Germanist)

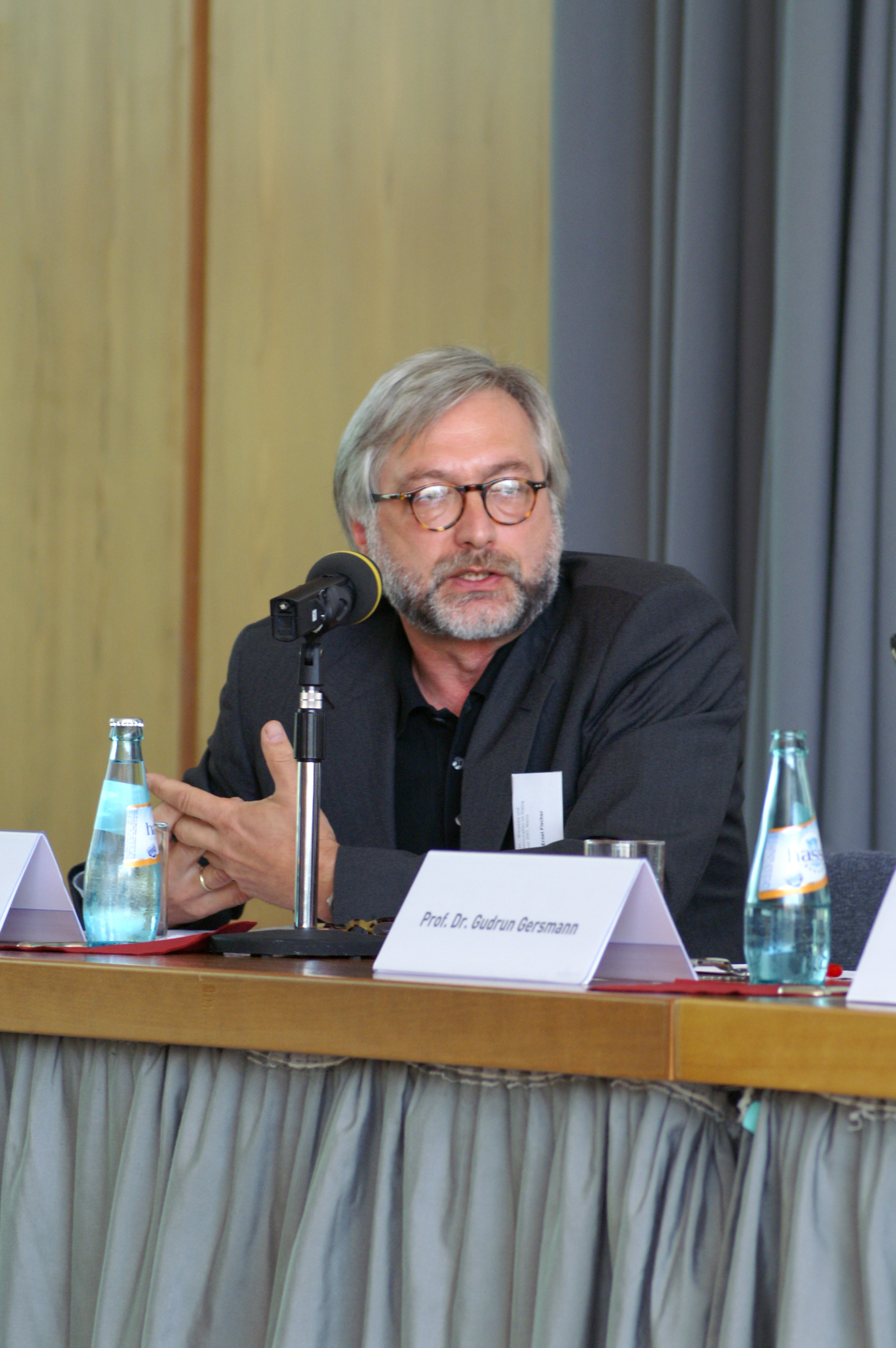
Ernst Fischer im August 2007

Ernst Fischer (* 19. Februar 1951 in Wien) ist ein österreichisch-deutscher Germanist und Professor für Buchwissenschaft.

## Leben
Ernst Fischer studierte an der Universität Wien und wurde dort 1978 promoviert. Von 1979 bis 1988 war er wissenschaftlicher Assistent und Akademischer Rat auf Zeit an der Universität München, wo er sich 1989 habilitierte. Anschließend war er Privatdozent und Oberassistent in München, 1993 Gastprofessor an der Universität Wien. Von 1993 bis zu seinem Ruhestand 2014 war er Professor am Institut für Buchwissenschaft der Universität Mainz.
Fischers Forschungsschwerpunkt ist die Buchhandelsgeschichte vom 18. bis zum 20. Jahrhundert. Zurzeit arbeitet er an der Geschichte des deutschen PEN-Klubs und beschäftigt sich mit kommunikationstheoretischen Grundlagen der Buchgeschichte. Nach über zwanzigjähriger Bearbeitung des Themas erschien 2011 Fischers biographisches Handbuch Verleger, Buchhändler & Antiquare aus Deutschland und Österreich in der Emigration nach 1933.

## Veröffentlichungen (Auswahl)
- Verleger, Buchhändler & Antiquare aus Deutschland und Österreich in der Emigration nach 1933. Ein biographisches Handbuch. Verband Deutscher Antiquare e. V. Elbingen 2011, ISBN 978-3-98122232-6.
- als Herausgeber: Die Welt in Leipzig: Bugra 1914. Maximilian-Gesellschaft, Stuttgart 2014, ISBN 978-3-921743-63-8.